# Udovičić
Udovičić falu Horvátországban Split-Dalmácia megyében. Közigazgatásilag Otokhoz tartozik.

## Fekvése
Splittől légvonalban 30, közúton 48 km-re északkeletre, Sinjtől 11 km-re délkeletre, községközpontjától 2 km-re délre a dalmát Zagora területén, a Kamešnica-hegység nyugati lejtői és Cetina középső folyása között, a Ruda-patak jobb partján fekszik.

## Története
Az ókorban az illírek egyik törzsének a dalmátok szállásterületének a központja volt ez a terület, melyet az i. e. 2. században hódított meg a Római Birodalom. A Római Birodalom bukása után 530 körül a Bizánci Birodalom szerezte meg Dalmáciát. A bizánciak több erődöt is építettek a dalmát területek védelmére, ezek maradványai a község területén Gala, Ruda és Udovičić határában is megtalálhatók. 614-ben a hódító avarokkal együtt szláv törzsek érkeztek erre a vidékre. A Cetinai zsupánság a korai horvát állam egyik legősibb közigazgatási egysége volt, melyhez a mai Otok község területe is hozzá tartozott. A 925-ben megalapított horvát állam azonban nem volt hosszú életű és a horvát területekkel együtt az akkori Cetina vidéke is a magyar királyok uralma alá került a 11. század végén. A középkorban a spalatói érsekség, majd a klisszai és dalmát grófok, a bribiri grófok, 1345-ben pedig Nepilićek lettek a birtokosai és 1434-ig az övék maradt. Kihalásuk után több birtokosa volt. 1513-ban a Cetina mentét elfoglalta a török. A térség több mint másfél évszázados török uralom után, 1687-ben szabadult fel az oszmán iga alól, ez a terület a Cetina bal partján fekvő településsel együtt azonban továbbra is török kézen maradt. Később rövid időre ugyan felszabadult, de 1699-ben újra visszatért a török uralom alá. Végleges felszabadulása csak az újabb velencei-török háborút lezáró 1718-as pozsareváci békét követően történt. A 18. század elején rámai ferences atyák vezetésével Boszniából és Hercegovinából keresztény lakosság települt le itt. Ez az otoki plébánia megalapításának időszaka, melyhez akkor a mai Otokon és Udovičićon kívül Gala, Gljev és Ruda hívei is hozzá tartoztak. A plébánia vezetését a sinji ferences atyák végezték. A velencei uralomnak 1797-ben vége szakadt és osztrák csapatok vonultak be Dalmáciába. 1806-ban az osztrákokat legyőző franciák uralma alá került, de Napóleon lipcsei veresége után 1813-ban újra az osztrákoké lett. 1857-ben 190, 1910-ben 478 lakosa volt. 1918-ban az új szerb-horvát-szlovén állam, majd később Jugoszlávia része lett. A második világháború idején a Független Horvát Állam része lett. A háború után a szocialista Jugoszláviához került. 1991 óta a független Horvátországhoz tartozik. 2011-ben a településnek 415 lakosa volt.

## Lakosság
| Lakosság változása | Lakosság változása | Lakosság változása | Lakosság változása | Lakosság változása | Lakosság változása | Lakosság változása | Lakosság változása | Lakosság változása | Lakosság változása | Lakosság változása | Lakosság változása | Lakosság változása | Lakosság változása | Lakosság változása | Lakosság változása |
| ------------------ | ------------------ | ------------------ | ------------------ | ------------------ | ------------------ | ------------------ | ------------------ | ------------------ | ------------------ | ------------------ | ------------------ | ------------------ | ------------------ | ------------------ | ------------------ |
| 1857               | 1869               | 1880               | 1890               | 1900               | 1910               | 1921               | 1931               | 1948               | 1953               | 1961               | 1971               | 1981               | 1991               | 2001               | 2011               |
| 190                | 551                | 339                | 277                | 332                | 478                | 594                | 411                | 488                | 546                | 562                | 570                | 513                | 462                | 416                | 415                |

## Nevezetességei
Szent Rókus tiszteletére szentelt temploma a Šatorine nevű kiemelkedő magaslaton áll. Az otoki plébánia filiája. Építése a régi templom helyén 1909-ben kezdődött és 1912-ben fejeződött be. Felszentelése 1912. október 13-án történt. Homlokzatán a bejárat felett hétágú rozetta látható, legfelül található a pengefalú harangtorony benne három haranggal. A templom a II. világháború idején kiégett, de a háború után helyreállították. Az épületet 1973 és 1978 között, majd 1996 és 2002 között teljesen felújították. Utóbbi alkalommal épült a kórus, elkészült a szentély márvány burkolata, hangosítása és környékének rendezése. A templom előtt található a falu temetője.
Džaje településrésztől nyugatra, az Otokot és Triljt összekötő út keleti oldalán, nem messze Bilokapić gradinától a Grebčina nevű helyen középkori temető régészeti lelőhelye található. 26 sírt tártak itt fel, amelyek egy részét sírépítmény nélkül közvetlenül a földbe temették, más részeket pedig falakkal és kőlappal fedtek le. Ennek a nagyobb középkori temetőnek csak egy kisebb, északnyugati részét tárták fel. A leletek (vaskés, bronz fonadékos és üvegpaszta betéttel ellátott bronz gyűrű) szerint a feltárt sírok a késő középkori időszakhoz tartoznak. A leleteket a Cetina régió sinji múzeumában őrzik.